# Nadbišec
Nadbišec – wieś w Słowenii, w gminie Lenart. W 2018 roku liczyła 87 mieszkańców.